# Leo's Fortune
 (août 2015).
Si vous disposez d'ouvrages ou d'articles de référence ou si vous connaissez des sites web de qualité traitant du thème abordé ici, merci de compléter l'article en donnant les références utiles à sa vérifiabilité et en les liant à la section « Notes et références ».
Leo's Fortune est un jeu vidéo de réflexion développé par le studio suédois 1337 & Senri LLC, sorti en 2014 sur iOS, Android et Windows Phone puis par la suite sur PlayStation 4 et Xbox One. Le personnage principal est une boule de poil moustachue avec un accent d'Europe Orientale. Son objectif est de récupérer un trésor volé sous la forme de pièces d'or. Le joueur guide Leopold sur différents niveaux de plates-formes dimensionnelles. En août 2015, il y a 24 niveaux (+ bonus), divisés en 5 chapitres.

## Historique
Le jeu est sorti le 23 avril 2014. Il a obtenu un Apple Design Awards en 2014.

## Critiques
Le jeu a reçu une note de 17/20 par la rédaction du site Jeuxvideo.com. Il a reçu un score de 84/100, basé sur 22 critiques, sur le site Metacritic.